# Angélique Roujas
Angélique Roujas (* 15. September 1974 in Château-du-Loir, heute: Montval-sur-Loir) ist eine ehemalige französische Fußballspielerin und -trainerin.

## Vereinskarriere
Ab 1991 wurde die damals erst 16-jährige Angélique Roujas in der Frauenelf der US Le Mans eingesetzt, mit der sie 1995 in die höchste Spielklasse Frankreichs aufstieg. Bereits kurz danach kam sie auch zu ihrer ersten Berufung in die Nationalmannschaft (siehe unten). Ein Jahr darauf wechselte sie zu den Ligakonkurrentinnen der ESOF La Roche. Deren Frauschaft entwickelte sich in der zweiten Hälfte der 1990er Jahre zu einer der stärksten in Frankreich, wozu neben der Angreiferin Roujas auch weitere Nationalspielerinnen wie Sarah M’Barek und Hoda Lattaf beitrugen. 1999 und 2001 scheiterte das Team jeweils nur knapp am Titelgewinn – in beiden Saisons setzte sich Toulouse OAC durch – und musste sich jeweils mit der Vizemeisterschaft in der Division 1 begnügen. Gleich anschließend, noch vor ihrem 27. Geburtstag, beendete Angélique Roujas ihre Spielerkarriere „aus persönlichen Gründen“.

## In der Nationalelf
Im September 1995 debütierte Angélique Roujas bei einer Freundschaftspartie gegen Ungarn erstmals in der französischen A-Nationalelf, und Nationaltrainer Aimé Mignot berief sie auch in der Folge regelmäßig in diesen Kreis. Bei der Frauen-Europameisterschaft 1997 bestritt sie sämtliche Vorrundenbegegnungen der Bleues gegen Spanien, Russland und Schweden und machte dabei als erfolgreiche Torschützin – sie erzielte sämtliche vier französischen Treffer – von sich reden. Dennoch schieden Frankreichs Frauen, wenn auch nur aufgrund der geringfügig schlechteren Tordifferenz gegenüber den Spanierinnen, vorzeitig aus dem Wettbewerb aus.
Als die Französinnen sich 2001 erneut für die Europameisterschaftsendrunde qualifizierten, berief auch Mignots Nachfolgerin Élisabeth Loisel Angélique Roujas in das EM-Aufgebot. Bei dem Turnier in Deutschland ließ die Trainerin sie im letzten Vorrundenspiel gegen Italien allerdings auf der Bank. Da Roujas anschließend ihre Karriere beendete, blieb die vorangehende Begegnung gegen Dänemark ihre letzte im Nationaldress. In knapp sechs Jahren hatte sie 51 Länderspiele bestritten und darin insgesamt 14 Tore geschossen; bei Frankreichs 14:0-Rekordsieg über Algerien traf sie alleine drei Mal. Sie kam auch gegen die Schweiz (1997, 1998 und 2001) sowie Deutschland (1999) zum Einsatz.

## Palmarès
- Französische Vizemeisterin: 1999, 2001
- 51 Länderspiele (14 Tore) für Frankreich

## Leben nach der Zeit als Spielerin
Die ausgebildete Lehrerin nahm 2001 eine Stelle als Jugendtrainerin beim regionalen Fußballverband für die Basse-Normandie an, erwarb mehrere Fußballlehrerdiplome und folgte 2004 dem Angebot ihres ehemaligen Vereinstrainers aus La Roche-sur-Yon, in der „Fußball-Kaderschmiede“ INF Clairefontaine in Clairefontaine-en-Yvelines als seine Trainerassistentin mit den französischen Mädchenteams zu arbeiten. Im Februar 2006 löste sie ihren Mentor als Hauptverantwortliche in diesem Bereich ab und trainierte für neun Monate die Erstligafrauen des CNFE Clairefontaine. Bis Ende 2012 arbeitete sie für den Landesverband FFF und betreute die französische Auswahl der U-17-Mädchen.
Seit Beginn der Saison 2014/15 ist sie als Sportdirektorin der Frauenfußballabteilung des FC Metz tätig. Bei Metz übernahm sie im April 2019 zudem für die letzten drei Spieltage das Training der Erstligafrauen.